# Рыжелобая шипоклювка
Рыжело́бая шипоклю́вка, или бурая остроклювка (лат. Acanthiza pusilla) — вид воробьинообразных птиц из семейства шипоклювковых (Acanthizidae). Распространена в Австралии и Тасмании. Средняя длина взрослой птицы 10 см. Питается насекомыми.